# 통천노호
"통천노호"(通天老虎)는 한국에서 제작된 고보수 감독의 1980년 영화이다. 왕호 등이 주연으로 출연하였고 김태수 등이 제작에 참여하였다.

## 출연

### 주연
- 왕호
- 맹원문
- 윤상미
- 이강조

## 기타
- 조명: 손달호
- 녹음: 김병수
- 미술: 노인택